# 律政新人王
《律政新人王》（Survivor's Law），香港電視廣播有限公司製作的時裝劇集，於2003年7月14日至8月15日期間首播，由林峯、胡杏兒、陳鍵鋒及廖碧兒領銜主演。共25集，監製梁家樹。此劇獲得2004年壹電視大獎十大電視節目第二位。
此劇於2009年9月1日和2019年11月22日在翡翠台凌晨時段重播，及2017年7月29日在TVB星河頻道重播。

## 演員表

### 樂家
| 演員   | 角色   | 關係／暱稱 |
| 許紹雄 | 樂 健  | 袁小芳之夫 樂斌、樂雅之父 何春茂好友                                                                                     |
| 陳嘉儀 | 袁小芳 | 樂健之妻 樂斌、樂雅之母                                                                                                  |
| 林 峯  | 樂 斌  | Ben 前史丹頓律師行員工 前洪郭律師行事務律師 郭艷娜大律師事務所訟務律師 樂健、袁小芳之子 樂雅之兄 鍾清鈴之男友 馬青見好友 |
| 陳凱怡 | 樂 雅  | Gogo 樂健、袁小芳之女 樂斌之妹                                                                                           |

### 鍾家
| 演員   | 角色   | 關係／暱稱                                                                |
| 李成昌 | 鍾漢星 | 梁鳳萍之夫 鍾清鈴之父                                                     |
| 呂 珊  | 梁鳳萍 | 鍾漢星之妻 鍾清鈴養母                                                     |
| 胡杏兒 | 鍾清鈴 | Ling Ling 洪郭律師行事務律師 鍾漢星之女、梁鳳萍養女 樂斌女友 卓偉名前女友 |

### 卓家
| 演員   | 角色   | 關係／暱稱 |
| 廖啟智 | 卓 凡  | 督察 卓偉名之父 涉嫌妨礙司法公正而入獄                                                                                    |
| 陳鍵鋒 | 卓偉名 | Vincent、孱仔名 前洪郭律師行事務律師 郭艷娜大律師事務所訟務律師 卓凡之子 鍾清鈴前男友 蔣思嘉男友 涉嫌妨礙司法公正而被釘牌 |

### 洪郭律師行
| 演員   | 角色   | 關係／暱稱                                |
| 駱應鈞 | 洪定威 | Homer 律師樓老闆 Nancy之夫 郭艷娜前男友   |
| 林 峯  | 樂 斌  | 事務律師，後因轉任訟務律師而離職 參見樂家 |
| 胡杏兒 | 鍾清鈴 | 事務律師 參見鍾家                         |
| 陳鍵鋒 | 卓偉名 | 事務律師，後因轉任訟務律師而離職 參見卓家 |
| 廖碧兒 | 蔣思嘉 | Jessica 事務律師 郭艷娜姨甥女 卓偉名女友  |
| 麥浚龍 | 馬青見 | 阿靚 律師行助理 樂斌好友 暗戀蔣思嘉       |
| 譚玉瑛 | 李美利 | Money 文員 暗戀洪定威                     |
| 陳文靜 | 苗賽詩 | Cecilia 文員                              |

### 郭艷娜大律師事務所
| 演員   | 角色   | 關係／暱稱                                                                |
| 黃卓玲 | 郭艷娜 | Angela、娜姐 訟務律師 大律師事務所負責人 蔣思嘉之姨 洪定威前女友 李明女友 |
| 林 峯  | 樂 斌  | 訟務律師 參見樂家                                                         |
| 陳鍵鋒 | 卓偉名 | 訟務律師 參見卓家                                                         |
| 潘冠霖 | Fanny  | 秘書                                                                      |

### 與案件有關人物

#### Fing頭丸案（第1集）
| 演員   | 角色   | 關係／暱稱                        |
| 麥浚龍 | 馬青見 | 被富家子收買其頂罪 參見洪郭律師行 |
| 楊英偉 | 黃Sir  | 檢控官                            |
| 楊瑞麟 |        | 法官                              |

#### 迷姦妻子案（第1－2集）
| 演員   | 角色   | 關係／暱稱                                                                                          |
| 楊 娜  | 許月明 | Fanny 韓昌華之新婚妻子 因不滿韓昌華未經其同意侵犯其身體而控告其 於第2集被判婚姻無效，後與韓昌華和好 |
| 林遠迎 | 韓昌華 | Paul 許月明之新婚丈夫 因未徵求許月明同意侵犯其身體而被告迷姦 於第2集被判婚姻無效，後與許月明和好    |
| 陳佩思 | 梁小姐 | 伴娘 韓昌華之前女友 韓昌華、許月明之舊同學                                                          |

#### 電梯非禮案（第2－3集）
| 演員   | 角色   | 關係／暱稱 |
| 陳敏之 | Mary   | Joe之女友，後分手 樂斌之前女友 |
| 馬國明 | Joe    | Mary之男友，後分手 對穿著勾爛絲襪的女性有興趣，曾多次偷窺及偷拍女性腿部 於第2集被張小姐控告於電梯內非禮她 於第3集被判勝訴，後於法庭內非禮鍾清鈴而被當庭拘捕 |
| 林佩君 | 張小姐 | 於第2集控告Joe於電梯內非禮她 於第3集被判敗訴 |

#### 中學生嚴重傷人案（第2－4集）
| 演員   | 角色   | 關係／暱稱                                                                        |
| 張裕里 | 徐小文 | 文仔 致德中學學生 自閉症患者 因長期受王勝強等人欺凌，一時失控打傷並導致其成為弱智 |
| 曾健明 | 徐先生 | 徐小文之父                                                                        |
|        | 王勝強 | 肥強 致德中學學生 因長期欺負徐小文，被其打成弱智                                  |
| 李鴻   | 王先生 | 王勝強之父                                                                        |
| 劉桂芳 | 王太太 | 王勝強之母                                                                        |
| 陳狄克 |        | 劏車師傅 曾目擊徐小文於後巷內對棄置車軚揮拳                                       |
| 凌禮文 | 黃 伯  | 清潔工人 曾目擊徐小文被王勝強及其他同學欺凌                                       |

#### 斷指案（第5－7集）
| 演員   | 角色   | 關係／暱稱 |
| 魯振順 | 林永志 | Dr. Lam 醫生 洪定威之朋友 與陳佩霞在酒吧喝醉後跟其回家並同床，但沒有發生任何關係 遭曾健強嫁禍切斷陳佩霞的手指 於第7集被判無罪釋放 |
| 周家怡 | 陳佩霞 | Anna 周大麥之女友 曾健強之朋友兼暗戀對象 因被曾健強誤會與林永志發生關係而被其切斷手指                                             |
| 陳山聰 | 曾健強 | Eric 酒保 暗戀陳佩霞 因看到林永志與陳佩霞同床誤會他們發生關係，妒忌之下而切斷陳佩霞的手指，並把斷指及兇器放到林永志座駕內嫁禍其   |
| 歐瑞偉 | 周大麥 | 嘜哥 黑社會大哥 包養陳佩霞 |
| 陳念君 |        | 檢控助手 |

#### 強吻非禮案（第6－7集）
| 演員   | 角色   | 關係／暱稱                                                                  |
| 黎彼得 | 車堅財 | 車房老闆 財哥 與袁美茵猜枚時被其笑指是「哨牙狗」，憤而咬傷她 以普通襲擊定案 |
| 李彩寧 | 袁美茵 | 控方 與車堅財猜枚時笑指他是「哨牙狗」而被其咬傷，後誣告他強吻自己           |
| 鄭安彤 |        | 檢控官                                                                      |

#### 傷人案及醫生違反保密協議案（第7－8集）
| 演員   | 角色   | 關係／暱稱                                                |
| 鄺佐輝 | 程勵偵 | 程生 社會名流 用高爾夫球棍打傷張嘉穎，已認罪              |
| 簡慕華 | 林馨雯 | 程太 程勵偵之妻 同性恋者，張藝嘉情人，已分手 控告李慕言   |
| 黎 宣  | 林 麗  | 林老太 林馨雯之母 程勵偵外母                              |
| 陳榮峻 | 李慕言 | 心理醫生 因出版之書籍涉及揭發病人隱私而被程太控告         |
| 葉凱茵 | 張藝嘉 | Ivy 同性恋者，林馨雯情人，已分手 被程勵偵用高爾夫球棍打傷 |

#### 時光共享旅遊公司案（第8－9集）
| 演員   | 角色   | 關係／暱稱                                                                  |
| 許紹雄 | 樂 健  | 參見樂家 遭共享旅遊公司所騙，而簽下合約，後判合約無效並可退回款項（申索人） |
| 陳嘉儀 | 袁小芳 | 參見樂家 遭共享旅遊公司所騙，而簽下合約，後判合約無效並可退回款項（申索人） |
| 戴耀明 | 何經理 | 時光共享旅遊公司經理                                                        |

#### 字畫版權案（第9集）
| 演員   | 角色      | 關係／暱稱                                                                                                  |
| 呂 珊  | 梁鳳萍    | 參見鍾家 因所創的花鳥字體被色情雜誌未經同意擅用，違反著作權而提告（申索人律師：鍾清鈴、樂斌）               |
| 鍾志光 | Rocky Liu | 梁鳳萍朋友 因擅用梁鳳萍所創的花鳥字體當色情雜誌封面，而被告（答辯人） 被判賠3萬元及不得使用此字體作商業用途 |

#### 撫養權爭奪案（第9－11集）
| 演員   | 角色   | 關係／暱稱 |
| 蔣志光 | 梁志豪 | 會計師 捐精者，趙欣欣生父 向法庭申請爭取趙欣欣的撫養權 於第11集被判申請無效，但獲陳家詠批准與趙欣欣以其他身份與趙欣欣相處 |
| 陳 琪  | 陳家詠 | 趙仲財之妻 趙欣欣之母 於第11集被鍾清鈴在庭上的說話感動，批准梁志豪與趙欣欣以其他身份與趙欣欣相處                          |
| 彭冠中 | 趙仲財 | 陳家詠之夫 趙欣欣養父 貨車司機                                                                                            |
| 郭佳思 | 趙欣欣 | 梁志豪、陳家詠之女 |
| 伍慧珊 |        | 梁志豪之妻 |
| 潘芳芳 |        | 法官 |

#### 縱火案（第11－13集）
| 演員   | 角色    | 關係／暱稱                                     |
| 王 青  | 李钜發  | 钜叔 士多老闆（原告）                          |
| 許文翹 | 李文森  | 被告，放火案真兇 欺騙樂斌同情心 縱火罪名不成立 |
| 鄧影兒 | May May | 欺騙樂斌同情心                                 |
| 鄧汝超 | -       | 士多伙記                                       |
| 鄭家生 | -       | 醉漢（控方目擊證人）                           |

#### 交通事故致死案（第11－12集）
| 演員   | 角色   | 關係／暱稱                          |
| 李國麟 | 李明   | 參見史丹頓律師行 庭外和解           |
| 甘子正 | 陳鏈雄 | 陳生 Eric 交通事故致死者            |
| 尤 程  | 陳薇蘭 | 陳太 Bonnie 陳鏈雄之妻，育有2名子女 |
| 曾慧雲 | Jenny  | 商店職員                            |

#### 古玉盜竊案（第13－14集）
| 演員   | 角色   | 關係／暱稱                                               |
| 許紹雄 | 樂 健  | 參見樂家 竊盜罪名不成立                                  |
| 華忠男 | 何春茂 | 樂健之好友 一時貪心而騙取樂健的古玉 與樂健和好並返還古玉 |
| 邵卓堯 | 楊 生  | 老人院經理                                               |

#### 孫女婿涉嫌盜竊金飾案（第13－14集）
| 演員   | 角色   | 關係／暱稱 |
| 郭卓樺 | 余志堅 | 地盤工人 被警方控告偷竊李老太的金飾 曾帶BeBe到李老太家中開房而被閉路電視拍攝他曾到李老太家中因而被控 於第14集被撤銷控罪 |
| 蘇麗明 | 余 太  | 孕婦 余志堅之妻 |
| 林敏儀 | BeBe   | 「大波士」夜總會舞小姐 與余志堅開房，因而證明他並非到李老太家中偷金飾                                                   |
| 彭美嫦 | 李老太 | 余太之外婆 於第14集找回失去的金飾                                                                                       |

#### 兩拳謀殺案（第14－15集）
| 演員   | 角色   | 關係／暱稱                              |
| 駱應鈞 | 洪定威 | 參見洪郭律師行（被告） 無罪釋放         |
| 趙敏通 | 趙丙通 | Tony 因非禮Nancy而被洪定威兩拳打死 死者 |
| 梁輝宗 | 程志偉 | 餐廳經理                                |
| 江 暉  | 陳浩榮 | 餐廳侍應                                |
| 戴少民 | 施醫生 | 法醫                                    |
| 羅天池 | 王品清 | 鄰居兼狗主                              |

#### 保險客戶誹謗案（第16－17集）
| 演員   | 角色   | 關係／暱稱                                  |
| 李思蓓 | 葉翠珊 | Eva 原告 保險經紀 卓偉名前女友 於第12集登場 |
| 張松枝 | 莫振祺 | 被告 買保險客戶                             |
| 潘冠霖 | Fanny  | 莫振祺秘書                                  |
| 黃嘉樂 |        | 証人                                        |
| 何偉業 |        | 証人                                        |
| 湯俊明 |        | 辯護律師                                    |

#### 涉嫌欺騙婚姻案（第17－18集）
| 演員   | 角色   | 關係／暱稱                                 |
| 李家聲 | 潘文迪 | 原告 卓偉名表哥                            |
| 朱婉儀 | Janet  | 潘文迪之妻                                 |
| 祝文君 | 簡靜文 | 被告 「真善美」婚姻介紹所負責人，Janet朋友 |

#### 毒販少年謀殺案及督察栽贓案（第17－19集）
| 演員   | 角色   | 關係／暱稱           |
| 張智軒 | 邵 飛  | 飛雞，被告，運毒少年 |
|        | 王聚財 | 貴利財，死者         |
| 廖啟智 | 卓 凡  | 卓偉名父，督察       |
|        | 李 黑  | 黑柴，毒販           |

#### 房產紛爭案（第20集）
| 演員   | 角色   | 關係／暱稱           |
| 譚玉瑛 | 李美利 | 被告，洪郭律師行文員 |
| 鄧英敏 | 吳俊文 | 申索人               |

#### 七年前被誤判兇殺案（第21－24集）
| 演員   | 角色   | 關係／暱稱                                                                         |
| 張貝茜 | 孫美寶 | Mabel 七年前被鄧洛偉强奸、后被殺死 鍾清鈴的同學兼好友                              |
| 盧永匡 | 戴有輝 | 大鼻輝 樂斌的朋友，七年前被屈謀殺孫美寳而被誤判謀殺並入獄，被鍾清鈴冤枉 後無罪釋放 |
| 郭政鴻 | 鄧洛偉 | 傻豹、豹哥 七年前殺害孫美寶的真兇 買兇殺害證人許友成                               |
| 霍健邦 |        | 鄧洛偉之手下                                                                       |
|        | 許友成 | 傻豹的司機 被傻豹買兇殺害                                                          |
| 蕭徽勇 | Victor | 鄧洛偉手下                                                                         |

#### 妨礙司法公正案（第24集）
| 演員   | 角色   | 關係／暱稱   |
| 陳鍵鋒 | 卓偉名 | 被告，大律師 |

#### 酒吧謀殺案（第24－25集）
| 演員   | 角色   | 關係／暱稱       |
| 陳鍵鋒 | 卓偉名 | 被告 後被判無罪  |
| 郭政鴻 | 鄧洛偉 | 傻豹或豹哥，死者 |
| 古明華 | 酒 保  | 目擊證人         |

### 其他演員
| 演員   | 角色                         | 關係／暱稱                                                |
| 李國麟 | 李明                         | Marco 訟務律師 郭艷娜之男友 樂斌之師傅                    |
| 楊婉儀 | 君                           | Nancy 洪定威之妻                                          |
| 鄭子誠 | 張律師                       | 鍾清鈴之師傅                                              |
| 郭 峰  | Johnson                      | 卓偉名之師傅 「酒吧謀殺案」之控方律師（第1、25集）        |
| 嚴文軒 |                              | 法庭書記（第1集）                                         |
| 張漢斌 |                              | 法庭書記（第1、17-19、23-24集）                           |
| 卓 躒  |                              | 法庭書記（第1集）                                         |
| 卓 躒  | 古惑仔（第5-6集）            |                                                           |
| 林敏儀 |                              | 法庭文員（第1、8-9集）                                    |
| 宋芝齡 |                              | 法庭文員（第1、23-24集）                                  |
| 賀文傑 |                              | 律師 李明之下屬兼助手（第1、15集）                        |
| 陳嘉露 |                              | 律師 李明之下屬（第1集）                                  |
| 黎銘諾 |                              | 律師 李明之下屬兼助手（第1、21-24集）                     |
| 羅天池 |                              | 債主（第1集）                                             |
| 張國威 |                              | 債主（第1集）                                             |
| 黎秀英 | 三 嬸                        | （第1集）                                                 |
| 胡啟光 |                              | 離婚男子 洪定威之客人（第1集）                            |
| 何綺雲 |                              | 離婚女子 洪定威之客人（第1集）                            |
| 何綺雲 | 陪審員（第15集）             |                                                           |
| 黃子衡 |                              | 記者（第1、7集）                                          |
| 黃子衡 | 作供警員（第14集）           |                                                           |
| 劉天龍 |                              | 記者（第1、7集）                                          |
| 劉天龍 | 情侶（第10集）               |                                                           |
| 劉天龍 | 檢控助手（第14集）           |                                                           |
| 劉天龍 | 李大智                       | （第19集）                                                |
| 潘冠霖 |                              | 記者（第1集）                                             |
| 呂沛霖 |                              | 檢控助手（第1集）                                         |
| 呂沛霖 | 記者（第7、11、13集）        |                                                           |
| 趙永洪 | 古惑仔（第2集）              |                                                           |
| 趙永洪 | 醉客（第21集）               |                                                           |
| 趙敏通 |                              | 古惑仔（第2集）                                           |
| 趙敏通 | 職員（第9集）                |                                                           |
| 潘芷蕾 |                              | 妓女（第2集）                                             |
| 潘芷蕾 | 侍應（第12-13、19-20集）     |                                                           |
| 李心怡 |                              | 妓女（第2集）                                             |
| 游 飈  |                              | 的士司機（第2集）                                         |
| 邵卓堯 |                              | 的士司機（第2集）                                         |
| 魏惠文 |                              | 的士司機（第2集）                                         |
| 魏惠文 | 小販（第18集）               |                                                           |
| 甘子正 |                              | 司機（第2集）                                             |
| 黃碧玲 |                              | 店員（第2集）                                             |
| 黃碧玲 | 陪審員（第15、25集）         |                                                           |
| 虞天偉 | 何 叔                        | 小販（第2集）                                             |
| 蕭徽勇 | 黃醫生                       | （第2集）                                                 |
| 戴志偉 |                              | 檢控官（第2-3、12集）                                     |
| 蘇頌康 |                              | 檢控助手（第2-3、12集）                                   |
| 蘇頌康 | 情侶（第10集）               |                                                           |
| 高俊文 | King Sir                     | 法官（第3-4、14、19集）                                   |
| 雷 恩  |                              | 法庭文員（第3集）                                         |
| 雷 恩  | 情侶（第10集）               |                                                           |
| 嘉 駿  |                              | 法庭文員（第3集）                                         |
| 王少萍 |                              | 法庭文員（第3-4集）                                       |
| 王少萍 | 法庭書記（第13-14、16-17集） |                                                           |
| 貝汶琪 |                              | 法庭書記（第3、8-9、20集）                                |
| 貝汶琪 | 法庭文員（第12集）           |                                                           |
| 林佳蓉 |                              | 法庭書記（第3-7、9、11集）                                |
| 林佳蓉 | 情侶（第10集）               |                                                           |
| 林佳蓉 | 法庭文員（第13-14集）        |                                                           |
| 黃蘊妍 |                              | 郭艷娜之助手（第3-4、9、11集）                            |
| 莫家堯 | 張先生                       | 離婚案 羅女士之夫 因洪定威、郭艷娜互罵而反省和好（第4集） |
| 劉曉彤 | 羅女士                       | 離婚案 張先生之妻 因洪定威、郭艷娜互罵而反省和好（第4集） |
| 張貝茜 |                              | 君之朋友（第4集）                                         |
| 張貝茜 | 陪審員（第15集）             |                                                           |
| 林梓   |                              | 模特兒公司負責人（第4集）                                 |
| 張智軒 |                              | 模特兒公司職員（第4集）                                   |
| 伍濼文 |                              | 模特兒公司職員（第4集）                                   |
| 伍濼文 | Josephine                    | 郭艷娜之朋友（第21集）                                    |
| 鍾曉瑩 |                              | 模特兒公司職員（第4集）                                   |
| 李啟傑 |                              | CID（第5、19集）                                          |
| 杜 港  |                              | CID（第5、11、15、19、22集）                              |
| 張雪芹 |                              | 護士（第5集）                                             |
| 張雪芹 | Suki（第20集）               |                                                           |
| 嚴俊熙 |                              | 醫生（第5集）                                             |
| 鍾建文 |                              | 客人（第5、7集）                                          |
| 鍾建文 | 老闆（第10、20集）           |                                                           |
| 鍾建文 | 網吧老闆（第16、18集）       |                                                           |
| 陳少邦 |                              | 古惑仔（第5-6集）                                         |
| 葉 暐  |                              | 古惑仔（第5集）                                           |
| 霍健邦 |                              | 法庭文員（第5-7集）                                       |
| 霍健邦 | 法庭書記（第19集）           |                                                           |
| 何啟南 |                              | 檢控官（第5-7、18-19集）                                  |
| 寧 進  |                              | 車房伙記（第6集）                                         |
| 鄭世豪 |                              | 車房伙記（第6集）                                         |
| 裘卓能 |                              | 情侶（第6集）                                             |
| 裘卓能 | CID（第11、22集）            |                                                           |
| 殷 櫻  |                              | 情侶（第6集）                                             |
| 林影紅 |                              | 袁美茵之朋友（第6集）                                     |
| 夏竹欣 |                              | 袁美茵之朋友（第6集）                                     |
| 黎諾懿 |                              | 侍應（第7集）                                             |
| 黎諾懿 | 檢控助手（第14集）           |                                                           |
| 黎諾懿 | 陪審員（第25集）             |                                                           |
| 陳佩思 |                              | 記者（第7集）                                             |
| 黃梓瑋 |                              | 護士（第7集）                                             |
| 沈可欣 |                              | 程生之秘書（第8集）                                       |
| 沈可欣 | 陳小姐                       | 君之保險客（第14集）                                      |
| 王冠中 | Tony                         | 咖啡師 卓偉名之好友（第8、18集）                          |
| 梁健平 |                              | 審裁官（第9-10、17-18集）                                 |
| 卓 兒  |                              | 法庭書記（第9-11集）                                      |
| 何仲源 |                              | 聖誕老人（第9集）                                         |
| 蘇恩磁 | May姐                        | 趙蕾之好友 於第10集告知鍾清鈴其生母已去世（第10集）       |
| 李霖恩 |                              | 記者（第11集）                                            |
| 湯百山 |                              | 法庭書記（第12集）                                        |
| 湯百山 | 陪審員（第15集）             |                                                           |
| 湯百山 | 助手（第25集）               |                                                           |
| 胡烱龍 |                              | 貨車司機（第13集）                                        |
| 許明志 |                              | 記者（第13集）                                            |
| 孫季卿 |                              | 何春茂之朋友（第13集）                                    |
| 陳勉良 |                              | 假跛乞丐（第13集）                                        |
| 楊家洛 |                              | 檢控官（第14集）                                          |
| 王維德 |                              | 檢控官（第14集）                                          |
| 黎秀英 | 八 嬸                        | 樂健之街坊（第14集）                                      |
| 余慕蓮 | 三 姑                        | 樂健之街坊（第14集）                                      |
| 梁珈詠 |                              | 女學生（第14集）                                          |
| 何慕琪 |                              | 法庭書記（第15、21-22集）                                 |
| 何慕琪 | 法庭文員（第23-25集）        |                                                           |
| 林泳東 |                              | 法庭文員（第15、20-22集）                                 |
| 林泳東 | 法庭書記（第23-25集）        |                                                           |
| 言俊熙 |                              | 陪審員（第15集）                                          |
| 黃文標 | 阿 富                        | 警察 卓凡同事（第18、21-25集）                            |
| 王偉樑 | 阿 興                        | 警察 卓凡同事（第18、21-25集）                            |
| 黃澤鋒 | 雲                           | Richard 事務律師 卓偉名之好友（第20、22-24集）            |
| 張熙傑 |                              | 老闆（第21集）                                            |
| 李珮瑜 |                              | 型女（第22集）                                            |
| 陳丹丹 |                              | 助手（第25集）                                            |
| 陳楚翹 |                              | 陪審員（第25集）                                          |

## 獎項殊榮

### 萬千星輝賀台慶2003
| 年份 | 獎項                           | 編號 | 得獎者                        | 結果 |
| ---- | ------------------------------ | ---- | ----------------------------- | ---- |
| 2003 | 本年度我最喜愛的男主角         | 26   | 林 峯                         | 提名 |
| 2003 | 本年度我最喜愛的男主角         | 27   | 陳鍵鋒                        | 提名 |
| 2003 | 本年度我最喜愛的女主角         | 32   | 胡杏兒                        | 提名 |
| 2003 | 本年度我最喜愛的女主角         | 33   | 廖碧兒                        | 提名 |
| 2003 | 本年度我最喜愛的實力非凡男藝員 | 27   | 駱應鈞                        | 提名 |
| 2003 | 本年度我最喜愛的實力非凡男藝員 | 28   | 許紹雄                        | 提名 |
| 2003 | 本年度我最喜愛的實力非凡男藝員 | 29   | 廖啟智                        | 提名 |
| 2003 | 本年度我最喜愛的飛躍進步男藝員 | 12   | 林 峯                         | 獲獎 |
| 2003 | 本年度我最喜愛的飛躍進步男藝員 | 13   | 陳鍵鋒                        | 提名 |
| 2003 | 本年度我最喜愛的飛躍進步女藝員 | 20   | 黃卓玲                        | 提名 |
| 2003 | 本年度我最喜愛的飛躍進步女藝員 | 21   | 廖碧兒                        | 提名 |
| 2003 | 本年度我最喜愛的拍檔（戲劇組） | 35   | 林 峯、胡杏兒、陳鍵鋒、廖碧兒 | 提名 |

### 2004年壹電視大獎
- 十大電視節目 - 第2位: 律政新人王
- 其他獎項 - 六福珠寶 開心演繹大獎：廖碧兒
- 其他獎項 - Miryoku 人氣型格大獎：陳鍵鋒

## 收視
以下為本劇於香港無綫電視翡翠台之收視紀錄：
| 週次 | 集數  | 平均收視 | 最高收視 |
| 1    | 01-05 | 31點     |          |
| 2    | 06-10 | 33點     |          |
| 3    | 11-15 | 31點     |          |
| 4    | 16-20 | 30點     |          |
| 5    | 21-25 | 31點     | 37點     |

## 軼事
- 此劇是胡杏兒首次擔任第一女主角的電視劇。
- 此劇為林峯、胡杏兒、廖碧兒第二套合作劇集。
- 此劇屬麥浚龍唯一參與演出之電視劇。

## 參看
- 律政新人王II

## 外部連結
- 無綫電視官方網頁 - 律政新人王
- 無綫電視官方網頁(TVBI) - 律政新人王 （页面存档备份，存于）
- 《律政新人王》 GOTV 第1集重溫

| 香港 無綫電視翡翠台 星期一至五 21:35-22:35 · 8月8日 22:10-23:10 | 香港 無綫電視翡翠台 星期一至五 21:35-22:35 · 8月8日 22:10-23:10 | 香港 無綫電視翡翠台 星期一至五 21:35-22:35 · 8月8日 22:10-23:10 |
| --------------------------------------------------------------- | --------------------------------------------------------------- | --------------------------------------------------------------- |
|                                                                 | 律政新人王 （2003.07.14 - 2003.08.15）                          |                                                                 |
| 衛斯理 （2003.06.02 - 2003.07.11）                              | 美麗在望 （2003.08.18 - 2003.09.12）                            |                                                                 |

| 香港 無綫電視翡翠台 星期二至六（星期一至五深夜）00:30-01:30 | 香港 無綫電視翡翠台 星期二至六（星期一至五深夜）00:30-01:30 | 香港 無綫電視翡翠台 星期二至六（星期一至五深夜）00:30-01:30 |
| ----------------------------------------------------------- | ----------------------------------------------------------- | ----------------------------------------------------------- |
|                                                             | 律政新人王 （2004年9月30日－2004年11月3日）                 |                                                             |
| 情事緝私檔案 （2004年9月1日－2004年9月28日）                | 談判專家 （2004年11月4日－2004年12月17日）                  |                                                             |

| 香港 無綫電視翡翠台凌晨劇集時段 星期二至六（星期一至五深夜）00:15－01:20 | 香港 無綫電視翡翠台凌晨劇集時段 星期二至六（星期一至五深夜）00:15－01:20 | 香港 無綫電視翡翠台凌晨劇集時段 星期二至六（星期一至五深夜）00:15－01:20 |
| ------------------------------------------------------------------------ | ------------------------------------------------------------------------ | ------------------------------------------------------------------------ |
|                                                                          | 律政新人王 （2009.09.01 － 2009.10.03）                                  |                                                                          |
| 原來愛上賊 （2009.08.01 － 2009.08.29）                                  | 律政新人王II （2009.10.06 － 2009.11.03）                                |                                                                          |

| 香港 無綫電視翡翠台 星期一至日 23:50-00:55 · 11月30日及12月7日暫停播映 | 香港 無綫電視翡翠台 星期一至日 23:50-00:55 · 11月30日及12月7日暫停播映 | 香港 無綫電視翡翠台 星期一至日 23:50-00:55 · 11月30日及12月7日暫停播映 |
| ---------------------------------------------------------------------- | ---------------------------------------------------------------------- | ---------------------------------------------------------------------- |
|                                                                        | 律政新人王 （2019年11月22日－2019年12月18日）                          |                                                                        |
| 絕代商驕 （2019年10月31日－2019年11月21日）                            | 律政新人王II （2019年12月19日－2020年1月9日）                          |                                                                        |